# 블록베리크리에이티브의 음반
이 부분의 본문은 블록베리크리에이티브에서 발매한 음반 목록이다. 

## 2020년대
- 2020년 2월 5일 이달의 소녀 - #
- 2020년 4월 15일 진솔 - 어서와 OST Part.8
- 2020년 5월 9일 한희준 - [Digital Single] 그만
- 2020년 7월 29일 츄 - 출사표 OST Part.4
- 2020년 8월 8일 한희준 - [Digital Single] Rain Drop
- 2020년 9월 29일 한희준 - [Digital Single] Room
- 2020년 10월 19일 이달의 소녀 - 12:00
- 2020년 11월 27일 선예 - [Digital Single] 첫 페이지[1]
- 2021년 1월 21일 한희준 - [Digital Single] 아무 일 없듯이
- 2021년 2월 14일 츄 - 썸타는 편의점 OST Part.1[2]
- 2021년 4월 16일 한희준 - [Digital Single] 만날까
- 2021년 6월 12일 고원,김립,여진,최리 - [Digital Single] 얌얌 (Yum Yum)[3]
- 2021년 6월 12일 츄 - 오케이 광자매 OST Part.5
- 2021년 6월 28일 이달의 소녀 - &
- 2021년 9월 3일 이달의 소녀 - [Digital Single] MAXIS BY RYAN JHUN PT.2
- 2021년 9월 15일 츄 - [Digital Single] World Is One 2021[4]
- 2021년 10월 27일 이달의 소녀 Not Friends Special Edition
- 2021년 11월 4일 여진,김립,최리 - [Digital Single] 더주세요 (Yummy-Yummy)[5]
- 2021년 11월 24일 츄 - [Digital Single] <뮤지광 컴퍼니> 프로젝트 음원 앨범[6]
- 2022년 1월 21일 희진,진솔 - 트레이서 OST Part.4
- 2022년 2월 4일 선예 - [Digital Single] 대낯에 한 이별[7]
- 2022년 3월 1일 올리비아 혜 - [Digital Single] 봄이 되어줄게
- 2022년 3월 4일 선예 - [Digital Single] 열애중[8]
- 2022년 4월 1일 한희준 - [Digital Single] Dang
- 2022년 5월 8일 선예 - [Digital Single] 울지 않을게
- 2022년 6월 10일 선예 - [Digital Single] 다시 사랑할 수 있을까[9]
- 2022년 6월 20일 이달의 소녀 - Flip That
- 2022년 7월 13일 희진 - [Digital Single] Honestly
- 2022년 7월 19일 선예 - [Digital Single] Glass Heart[10]
- 2022년 7월 26일 선예 - GENUINE
- 2022년 8월 28일 선예 - [Digital Single] 안부[11]
- 2022년 9월 4일 츄 - [Digital Single] 일과 이분의 일
- 2022년 10월 8일 츄 - 조조코믹스(네이버웹툰) 웹툰 OST Part.1
- 2022년 10월 13일 츄 - [Digital Single] 인생 리셋 재데뷔쇼 - 스타탄생 [episode 3]
- 2022년 10월 16일 츄 - [Digital Single] 고백 (영화 '동감' X 츄 (이달의 소녀))
- 2022년 12월 5일 츄 - [Digital Single] Song for you project Vol.4 : Dear My Winter (with 롯백)[12]